# Кортик

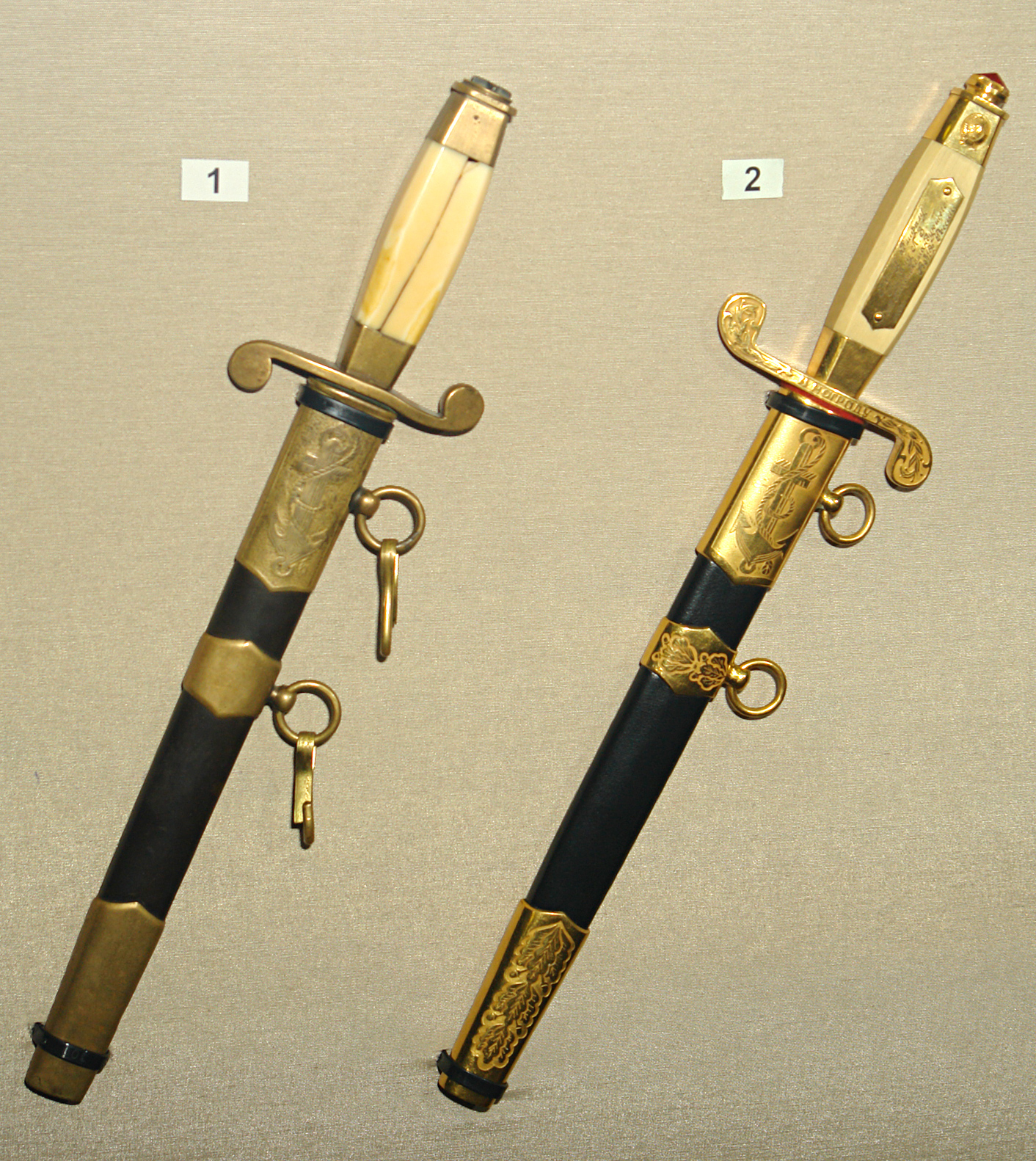
1. Кортик советский морской офицерский образца 1940 года
2. Кортик советский морской офицерский наградной образца 1945 года
(Военно-исторический музей артиллерии, инженерных войск и войск связи, Санкт-Петербург)

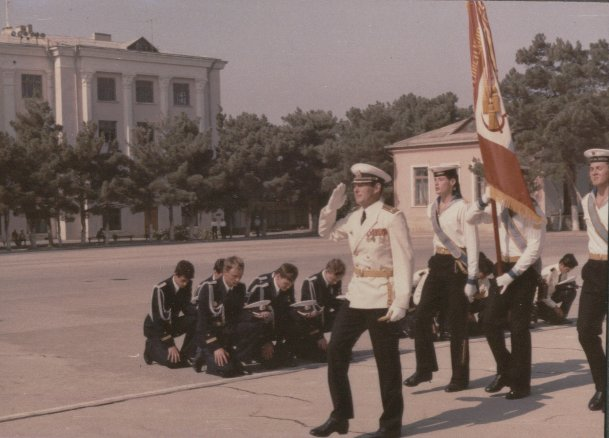
Выпуск иностранных военнослужащих (Фольксмарине ВС ГДР) в Каспийском высшем военно-морском училище имени С. М. Кирова

Ко́ртик — холодное (белое) колющее оружие, прямой тонкий кинжал с гранёным (в основном ромбического сечения) обоюдоострым клинком.
Лезвия клинка не заточены. Носят в ножнах на поясном ремне снаряжения или парадном поясе на особых ремнях. В настоящее время входит в состав форменной одежды в военно-морских флотах различных стран, ранее и в других видах ВС.

## Этимология
Происхождение — неясно: от 1) др.-рус. кордъ, 2) нидерл. korte — «короткий», 3) диал итал. соrtеllо — «нож»), 4) исп. orta — «резак».  
В средневековой Польше простонародье использовало в качестве оружия большие ножи, называвшиеся «кордами» (пол. kord). В немецком языке подобное оружие называлось нем. Hauswehr — «домашнее оружие». Позднее, в XIX веке, когда в военно-морских флотах европейских государств распространился обычай ношения офицерами форменного кинжала, он получил в Польше название описанного выше оружия, но в уменьшительной форме: «kordzik». Отсюда, вероятно, и происходит русское слово «кортик».

## История
Появился в конце XVI века. Первоначально применяли как оружие в абордажном бою и в то время был достаточно длинным (по меркам кинжалов) и вполне серьёзным оружием.
В Российской империи кортик носили офицеры и гражданские чиновники морского ведомства, при Анне Иоанновне кортик заменял шпагу у некоторых нестроевых нижних чинов. В 1777 году кортик был введён вместо шпаги для унтер-офицеров егерских батальонов, кортик в 13½ вершков (около 60 см), который было возможно насаживать на штуцер.
В период 1904—1917 годов кортик носили классные чины корпуса лесничих. В период Первой мировой войны кортики носили члены союза городов и объединённого комитета союзов земств и городов. В 1914 году кортики были введены в авиацию, в том же году ввели требование — на голове рукояти кортика должен быть изображён вензель царствующей особы, при которой офицер получил свой первый офицерский чин. В период 1916—1917 годов кортик носили офицеры автомобильных зенитных частей, а также военные чиновники управления военного воздушного флота.
В советский период — элемент парадной формы офицеров и мичманов (прапорщиков) Советской Армии и ВМФ ВС Союза ССР. В 1919 году кортик был принят на вооружение для комначсостава РККА (на вензеле был изображён серп и молот). На клинке стояло клеймо Ижевского завода — буква «П» и стрелы с луком. С 1940 года кортик стал носить командный состав ВМФ Союза ССР. С 1943 года был введён железнодорожный кортик и кортик для служащих Народного комиссариата иностранных дел. В 1944 году кортики были введены для высшего состава прокуратуры СССР.
В 1949 году был принят кортик офицеров ВВС СССР, на кортике были изображены крылья и пропеллер на фоне восходящего солнца, на обратной стороне — Спасская башня Кремля и 2 реактивных самолёта. 12 июля 1954 года кортики для гражданских ведомств были отменены. В 1955 году был принят армейский офицерский кортик.
С 1958 года по настоящее время кортик носят во время парадов, праздничных мероприятий, в День ВМФ, День корабля и других торжественных случаях, а также на дежурствах. На парадах носят также офицеры других видов и родов войск. 
13 декабря 1996 года президент РФ Борис Ельцин подписал федеральный закон № 150 "Об оружии" (устанавливавший новое определение понятия для "холодного оружия"), который вступил в законную силу с 1 июля 1997 года - и выдача кортиков офицерам ВМФ была прекращена. Однако началось вручение кортиков в качестве наградного оружия МВД РФ и другими государственными военизированными организациями. 17 декабря 2015 года в ходе пресс-конференции президента РФ В. В. Путина капитан 1 ранга в отставке Сергей Горбачев озвучил просьбу вернуть офицерам ВМФ право на ношение кортика после увольнения в запас. В марте 2017 года Государственная Дума приняла в третьем чтении поправки в законодательство, предусматривавшие восстановление традиции ношения кортиков морскими офицерами с 1 июля 2017 года (после вступления закона в законную силу) и их хранение после выхода в отставку. 14 мая 2020 года пожизненное владение, ношение и хранение кортиков было разрешено отставным сотрудникам ФСБ. До 29 ноября 2021 года отставные военнослужащие были обязаны регистрировать кортики как холодное оружие в течение 14 дней после выхода в отставку или увольнения с военной службы, 26 октября 2021 года в законодательство были внесены уточнения (в соответствии с которыми военнослужащие вооружённых сил, а также отставники всех других государственных военизированных организаций освобождены от необходимости регистрировать кортики).
По традиции кортик в РФ как личное оружие вместе с лейтенантскими погонами вручают выпускникам высших военно-морских училищ одновременно с вручением им диплома об окончании высшего учебного заведения и присвоением первого офицерского звания.

## Кортики в военной истории России
В армии РФ можно встретить несколько разновидностей кортиков, различающихся длиной клинка и использованными при изготовлении материалами.
- Кортик офицерский морской — общая длина — 400 мм, из которой длина клинка — 275 мм. Сделан по образцу морского офицерского кортика 1820 года
- Офицерский кортик — общая длина — 490 мм, из которой на клинок приходится 345 мм. В отделке рукояти применяют кожу, золото, никель, гранат и топазы
- Парадный кортик — в нём используют сплавы полудрагоценных и драгоценных металлов, ценные породы дерева
- Наградной кортик[12] — первый случай использования кортика в качестве наградного оружия в Российской империи был в 1797 году. На эфесе такого кортика крепили знак ордена Святой Анны 3-й степени (c 1815 года — 4-й степени). Также кортик мог являться одним из видов золотого оружия «За храбрость». После революции 1917 года традиция дарить офицерам наградное оружие за значительные заслуги сохранилась[13]

Встречаются многие другие разновидности, в том числе сувенирные.